# 독일의 출판산업
독일의 출판 산업이란 독일에서 이루어지고 있는 산업의 한 형태로, 다른 이들에게 배포하거나 판매하기 위한 목적을 가지고 도서, 신문, 잡지 등을 만들어 배포하고 판매하는 산업과 국내외적으로 진행되고 있는 도서전들 모두를 포함하고 있는 개념이다.

## 독일 출판 산업의 특징

### 오디오북
독일의 오디오북 출판 산업은 90년대 중반부터 활성화되었다.
오디오북은 처음 시력이 좋지 않은 사람들(시각장애인, 노령층 등)을 위한 책의 대용품으로 출발했으나, 뮌헨의 오디오북 전문 출판사의 조사에 따르면 현재는 25세에서 40세 이르는 많은 부류의 청, 장년층이 오디오북을 즐기고 있다고 한다.
이용층이 다양해짐에 따라 최근의 오디오북은 아동서, 어학서, 전문서, 학술서 등 다양한 분야에서 출시되고 있고, 현재 약 600여개의 업체가 오디오북 사업에 참여하고 있다. 오디오북 시장에서는 성인을 대상으로 한 약 9천 종의 오디오 북이 시장에서 유통되고 있고 오디오북 시장은 전체 서적시장에서 약 2.7%의 점유율을 차지하고 있다.
독일 독자들에게 책을 공급하는 독일의 약 700개 서점이 규모에 상관없이 오디오 북 코너를 마련하고 있다. 이는 90년대 초반에 비하면 2배 정도 증가한 수치이다. 독일의 오디오북 출판사의 서적상업협회 회원사는 약 100여 군데에 이르고 전체 오디오북 출판사는 약 600여 개에 이를 정도이다. 대형출판사들 중 대부분이 오디오북 출판을 하고 있고 오디오 전문출판사로서 큰 출판사는 오디오출판사(Der Hoerverlag)와 슈타인박 말하는 책 출판사(steinbach sprechende Buecher)가 있다.
현재 오디오북은 서점을 통해 CD형태로 65%정도 거래되고 있고 앞으로는 인터넷을 통해 다운로드 받는 경로가 일반화 될 것으로 본다.

### 도서정가제
독일은 1888년부터 도서정가제를 철저히 지킨 나라이다.
19세기 말에 서적 할인업자들의 횡포로 지역에 있는 중소서점들이 큰 위협을 느끼게 되었고 이 문제를 해결하기 위해 도서의 가격을 고정시키자는 안이 나오게 되어 정가제가 실시되었다. 이 제도는 100년 이상 지속되었고 이 결정을 당시 서적상업협회의 회장이었던 크뢰너의 이름을 따서 ‘크뢰너의 개혁’이라고 부른다.
이로부터 서적상업협회 회원사들은 최종소비자에게 판매시 출판사에서 정한 가격대로 판매해야하고 이를 위반할 시에는 협회로부터 압력을 받았다. 1960년대에 들어 관련업계는 정가제를 효과적으로 시행하기 위해 1000여 개의 출판사와 서점이 참여하는 공동협약(Sammelrevers)을 체결하였다. 1980년대에 출판물은 경쟁제한방지법에 예외 조항으로 삽입되어 도서정가제가 법적으로 인정되었다. 하지만 도서정가제가 유럽공동체의 자율경쟁법에 위배되기 때문에 압력을 받아 2002년 6월에 “독일 출판물 정가법”이라는 별도의 법안을 제정하였다.
출판물 정가법에서 명시한 목적은 다음과 같다.

제1조 목적
본 법은 문화재인 도서를 보호하기 위한 것이다. 최종 구매자에게 판매 시 정가 결정은 다양한 도서 공급 유지를 보장한다. 본 법은 동시에 다수의 도서판매업소의 존재를 장려함으로써 폭넓게 대중에게 도서 공급이 가능하도록 한다.

도서정가법 제8조에서는 다음과 같이  정가제의 기간과 관련된 내용을 포함한다.
(1) 출판사와 수입업자는 합의된 방법으로 최소한 18개월 전에 출판된 재고 도서에 대하여 정가제를 해지할 수 있는 권리가 있다.
(2) 18개월 이하의 간격으로 발행되거나 그 내용이 특정한 일시 혹은 사건에 도달하여 가치를 상당히 잃어버리는 서적에 있어 출판사 혹은 수입업자의 도서정가제 종료는 (1)에 따른 기간을 지키지 않고 발행 후 적당한 시간이 경과한 후 가능하다.
서정가법 제8조에서는 다음과 같이  정가제의 기간과 관련된 내용을 포함한다.
(1) 출판사와 수입업자는 합의된 방법으로 최소한 18개월 전에 출판된 재고 도서에 대하여 정가제를 해지할 수 있는 권리가 있다.
(2) 18개월 이하의 간격으로 발행되거나 그 내용이 특정한 일시 혹은 사건에 도달하여 가치를 상당히 잃어버리는 서적에 있어 출판사 혹은 수입업자의 도서정가제 종료는 (1)에 따른 기간을 지키지 않고 발행 후 적당한 시간이 경과한 후 가능하다.
그리고 도서정가법 제9조에서는 손해배상과 부작위의 요구권에 대해 명기하고 있다.
(1) 이 법의 규정들을 위반하는 자는 부작위의 고소를 받을 수 있다. 고의 혹은 과실이 있는 자는 위반 행위에 대하여 보상을 해야 한다.
(2) 부작위의 요구를 청구할 수 있는 사람은 다음과 같다.
a. 도서를 판매하는 영업자
b. 동일한 혹은 관련 있는 방식으로 동일한 시장에서 판매하는 많은 수의 영업자들이 속해 있는 영업적 이해 도모를 목적으로 하는 법인들. 이 법인들은 정관에 따라 특히 인력적으로, 객관적으로, 재정적으로 영업적 이해 추구의 과제를 실제적으로 꾀하고 본질적인 시장에서 경쟁을 근본적으로 억제할 능력이 있어야 한다.
c. 최종 구매자에 대한 판매를 행하는 출판사, 수입업자 혹은 기업의 위임을 받은 신탁관리인으로서 그들의 정가제를 관리하는 변호사(정가제 신탁관리자)
d. 부작위 소송법의 제4조에 따라 자격 있는 기관들의 명단 혹은 소비자 보호를 위한 부작위의 소송(ABI. EG. No. L 166 p. 51)에 대한 1998. 5. 19. 유럽 의회와 평의회의 원칙 98/27/EG의 제4조에 따라 유럽공동체 위원회의 명부에 등재되어 있는 것을 증명할 수 있는 자격 있는 기관들
d항에 따른 기관들은 최종 구매자의 근본적인 이해가 침해된 행동일 경우에만 부작위 요구를 할 수 있다.
(3) 소송 절차에 있어 (2)의 따른 요구 허락에서 부당 경쟁 방지법의 규정이 적용되며 (2)-d에 따른 기관들에는 부작위 소송법의 규정들이 적용된다.

## 독일 자국내 출판유통구조
<Buch und Buchhandel in Zahlen 2009><에 따르면 2008년 독일의 독자가 책을 구입하는 경로는 서점(52.6%), 출판사 직거래(18.2%), 도서 배송업(인터넷 포함, 14.0%), 도서 판매소(9.2%), 백화점(3.0%), 북클럽(2.9%)의 순으로 나타났다. 이는 독자에게 책이 유통되는 가장 일반적인 방식은 서점을 통하는 것으로서, 독일 국내의 출판유통은 기본적으로 서적이 출판사 -> 서적출판유통회사(중간서적상) -> 서점(도서판매처) -> 독자의 순으로 전달되는 구조를 가지고 있다는 것을 뜻한다.

### 출판사
독자들에게 전달되는 책은 출판사에서 만들어진다. 독일 서적상업협회에서 출간되는 주소록의 2009년 통계에 따르면 독일에는 15,000여 개의 출판사가 있고 그 중 실제 해마다 책을 출판하고 현금도매상과 지속적으로 도서매매거래를 하는 출판사의 수는 약 3,500여 개다. 이렇게 만들어진 도서는 서적출판유통회사로 전달된다.

### 서적출판유통회사(중간서적상)
서적출판유통회사는 출판사에서 만들어진 도서를 서점으로 전달해주는 역할을 하므로, 중간서적상이라고도 불린다. 여기에는 현금도매상과 출판사배송대행회사(도서물류회사)의 두 가지 종류가 있다. 두 종류의 서적출판유통회사의 기능이 혼재되어 있는 한국과 달리 독일은 서적출판유통회사들의 기능이 엄격하게 분리되어 있다.

#### 현금도매상
현금도매상(Barsortiment)은 출판사로부터 현금을 주고 서적을 구입한다. 즉, 출판사로부터 서적의 소유권을 양도 받는 것이다. 이렇게 소유권을 양도 받은 서적을 서점이 주문하면 언제든지 24시간 이내에 배송을 해서 현금을 받고 판매한다. 책을 사고파는 모든 거래가 현금으로 이루어지므로 현금도매상이라는 명칭을 사용하고 있다. 현금도매상은 출판사로부터 책을 구입한 후 15일 단위로 구매대금을 지불하고 서점에 판매한 후 10일 단위로 판매대금을 받는다. 따라서 현금도매상의 수익은 출판사로부터의 도서매수대금과 서점으로부터의 도서매도대금의 차익에서 나온다.

#### 출판사배송대행회사(도서물류회사)
출판사와 서점이 직거래를 할 경우, 출판사는 자체적인 배송 기능을 가지지 않기 때문에 외부업체에 배송을 의뢰하게 된다. 출판사배송대행회사(도서물류회사)는 이 때 출판사를 보조하여 서적을 보관, 배송하며  때때로 위탁판매를 하기도 한다. 출판사배송대행회사는 출판사의 간접대리인 지위를 가짐에 불과하므로 현금도매상과는 달리 서적의 소유권을 가지진 않는다. 따라서 도서매수대금과 도서매도대금의 차익을 수령하는 형식으로 수익을 내는 것이 아니라 출판사와의 계약으로 발생한 수수료를 그 수익으로 한다.

### 서점(도서판매처)
독일 서적상업협회에서 출간되는 주소록의 2008년 통계에 따르면 독일에는 7,000여 개의 서점이 있다. 2008년에 서점은 독자에게 제공되는 도서 매출의 52.6%를 차지하여 여전히 도서 판매의 주류를 차지하고 있다. 그러나 이 수치는 1997년 59.3%(출처: 독일서적상업협회)에서 꾸준히 줄어든 수치로서 이러한 변화폭은 서점을 통한 도서 판매가 점점 줄어들고 있음을 나타내며, 이러한 추세가 계속된다고 가정할 때에는 이 문단에서 설명하는 독일의 출판산업유통구조가 변화될 수 있음을 뜻한다.

### 독자
출판사와 중간서적상을 거쳐 서점으로 온 독일어 서적을 최종 구매하는 독일 내 독자들은 약 1억 정도의 규모이다.  이들은 8천만 명의 독일인과 1천 5백만 명의 오스트리아인, 스위스인, 남부티롤인으로 이루어져 있다.

## 독일 출판산업의 국제적 규모

### 도서 종류에 따른 구분

#### 잡지
잡지시장은 광고시장과 구독시장으로 나뉘며 각각은 다시 인쇄 매출과 디지털 매출로 구성된다. EMEA(Europe, the Middle East and Africa) 지역 내 잡지시장은 2010년 0.6% 하락하며 3년 연속 하락세를 보인다. 그러나 2009년 10.4% 의 급락과 비교할 때 2010년 하락률은 매우 완만했다.

##### 잡지 광고
잡지시장은 광고시장과 구독시장으로 나뉘며 각각은 다시 인쇄 매출과 디지털 매출로 구성된다. EMEA(Europe, the Middle East and Africa) 지역 내 잡지시장은 2010년 0.6% 하락하며 3년 연속 하락세를 보인다. 그러나 2009년 10.4% 의 급락과 비교할 때 2010년 하락률은 매우 완만했다.

##### 잡지 구독
2010년 독일의 잡지 구독시장은 인쇄잡지 매출이 33억 6,700만 달러, 디지털 매출이 1,500만 달러로 총 33억 8,200만 달러를 기록했으며 이 수치는 전년도에 비하여 0.4% 감소한 수치이다.

#### 신문
신문시장은 광고시장과 구독시장으로 구분되며 이들은 다시 인쇄 매출과 디지털 매출로 구성된다. 인쇄구독 매출은 신문 가판대 판매분과 예약 구독료로 구분된다. 독일은 OMEGA 지역 내에서 가장 활성화된 디지털 구독시장 국가 중 하나이며 독일 내 20개 이상의 신문사들이 디지털 구독과 관련한 모바일 애플리케이션을 판매하고 있다. 가격은 보통 일간 판매 수량에 따라 정해지는 것이 아니라 이용자가 주별 또는 월 단위의 이용요금을 지불한다. 또한 독일시장에서는 디지털 신문도 판매되고 있다. EMEA 지역 무료 일간지 구독시장은 프랑 스를 제외한 대부분의 국가에서 지속적인 하락세를 이어왔다. 독일과 영국은 2010년 각각 116억 달러와 96억 달러를 기록함으로써 EMEA 지역 내 가장 큰 신문시 장 규모를 기록했으며 독일은 2010년에 인쇄와 디지털 분야의 시장 확대에 따라 2.3% 성장했다. 독일의 인쇄광고는 2007년과 2010년을 제외하고는 지속적인 감소세를 기록하였다.

##### 신문 광고
2010년 독일의 신문 광고시장은 인쇄광고 매출이 52억 2,700만 달러, 디지털 매출이 2억 5,200만 달 러로 총 54억 7,900만 달러를 기록했으며 이는 전년도 신문 광고시장의 매출에 비해 1.7% 증가한 수치이다.

##### 신문 구독
2010년 독일의 신문 구독시장 매출은 총 60억 9,200만 달러를 기록했으며 이는 전년도 신문 구독시장의 매출액에 비해 2.8%증가한 수치이다.

#### 도서
OMEGA 지역 내 도서시장은 일반 도서시장과 교육 도서시장으로 구분되며 각각은 인쇄 도서시장과 디지털 도서시장으로 세분화된다. 전체 도서 매출은 2010년에 2009년도 매출에 비하여 1.6% 하락했으며 2009년 3.2% 하락세에 비해 절반으로 감소하였다. 독일은 OMEGA 지역 내 매출규모가 가장 큰 도서시장으로서 2010년 91억 달러의 규모를 기록했다. 그 뒤로는 프랑스가 76억 달러로 2위, 영국이 48억 달러로 3위, 42억 달러 규모의 이탈리아와 40억 달러 규모의 스페인이 각각 4위와 5위를 차지했다.

##### 일반 도서
인쇄 및 오디오 포맷의 OMEGA 지역 일반 도서시장은 3년 연속 하락하여 2010년 0.4%의 하락세를 기록했다. 경제불황에 의해 지난 2008~2009년 사이 시장은 완만한 감소세였으나 2010년에도 크진 않지만 감소세는 유지되었다. 2010년 독일의 일반 도서시장은 인쇄도서 매출이 62억 6,600만 달러, 디지털 매출이 8,900만 달러로 총 63억 5,500만 달러를 기록했으며 이 중 디지털 일반도서 매출은 2010년 9,500만 달러에서 연평균 79.1% 비율로 증가하였다. EMEA 지역 내 많은 국가들은 소매가격 유지 프로그램(RPM)을 시행하고 있는데 여기에는 소매업자들 이 가격을 낮추는 것을 제한하거나 금지하는 내용을 담고있다. 이 프로그램은 또한 가격이 큰 폭의 가격 변동을 제한하여 안정적인 시장형성 구축에 기여하는 것을 목적으로 시행되었다. 한편 OMEGA 지역의 디지털 도서시장은 엄격한 소매가격 유지 프로그램을 가진 국가들이 할인을 허용하지 않거나 제한하고 있어 매우 제한적이다.

##### 교육 도서
2010년 독일의 교육 도서시장은 인쇄도서 매출이 26억 8,900만 달러, 디지털 매출이 5,400만 달러로 총 27억 4,300만 달러를 기록했다. 이 중 독일 내 EMEA 지역 디지털 교육 도서시장이 2010년 1억 1,600만 달러에서 연평균 61.5%로 성장하며 기록한 수치이다.

### 수입.수출량에 따른 구분
독일 내의 2010년 기준 도서수출.입양은 유럽, 아시아, 미주, 아프리카, 오스트레일리아로 나누어 볼 때 다음과 같은 수치를 갖는다. 먼저 수입의 경우 유럽(76.3%), 아시아(16.5%), 미주(7.0%), 아프리카(0.1%), 오스트레일리아(0.1%)순으로 나타난다. 수출의 경우 유럽(92.1%), 미주(3.9%), 아시아(2.9%), 아프리카(0.8%), 오스트레일리아(0.3%)순으로 나타난다.

#### 수입
독일의 2005년부터 2010년 내의 10대 도서 수입국가와 매출액 규모는 다음과 같다.
| 순위 | 2005       | 2006       | 2007       | 2008       | 2009       | 2010       | 금액   |
| ---- | ---------- | ---------- | ---------- | ---------- | ---------- | ---------- | ------ |
| 1    | 영국       | 영국       | 영국       | 영국       | 영국       | 영국       | 110957 |
| 2    | 미국       | 미국       | 중국       | 중국       | 중국       | 중국       | 96275  |
| 3    | 이탈리아   | 중국       | 미국       | 미국       | 미국       | 미국       | 58039  |
| 4    | 중국       | 이탈리아   | 이탈리아   | 이탈리아   | 이탈리아   | 이탈리아   | 37568  |
| 5    | 스위스     | 스위스     | 스위스     | 스위스     | 스위스     | 프랑스     | 37417  |
| 6    | 오스트리아 | 네덜란드   | 오스트리아 | 오스트리아 | 오스트리아 | 스위스     | 33940  |
| 7    | 체코       | 오스트리아 | 네덜란드   | 네덜란드   | 체코       | 오스트리아 | 27184  |
| 8    | 프랑스     | 프랑스     | 프랑스     | 체코       | 네덜란드   | 홍콩       | 26684  |
| 9    | 네덜란드   | 폴란드     | 체코       | 프랑스     | 홍콩       | 체코       | 25444  |
| 10   | 스페인     | 스페인     | 폴란드     | 홍콩       | 프랑스     | 네덜란드   | 17687  |

1. 잡지는 제외
2. 금액은 2010년도 실적

자료 : Buch und Buchhandel in Zahlen 2012

#### 수출
독일의 2005년부터 2010년 내의 도서 수출국가와 매출액규모는 다음과 같다.
| 순위 | 2005       | 2006       | 2007       | 2008       | 2009       | 2010       | 금액   |
| ---- | ---------- | ---------- | ---------- | ---------- | ---------- | ---------- | ------ |
| 1    | 오스트리아 | 스위스     | 스위스     | 오스트리아 | 오스트리아 | 오스트리아 | 314337 |
| 2    | 스위스     | 오스트리아 | 오스트리아 | 스위스     | 스위스     | 스위스     | 269077 |
| 3    | 영국       | 영국       | 네덜란드   | 네덜란드   | 프랑스     | 영국       | 83724  |
| 4    | 프랑스     | 프랑스     | 영국       | 프랑스     | 영국       | 프랑스     | 82998  |
| 5    | 네덜란드   | 네덜란드   | 프랑스     | 영국       | 미국       | 미국       | 58561  |
| 6    | 미국       | 미국       | 미국       | 미국       | 네덜란드   | 네덜란드   | 55184  |
| 7    | 이탈리아   | 이탈리아   | 이탈리아   | 이탈리아   | 이탈리아   | 이탈리아   | 38077  |
| 8    | 스페인     | 스페인     | 스페인     | 스페인     | 스페인     | 스페인     | 26516  |
| 9    | 벨기에     | 노르웨이   | 노르웨이   | 폴란드     | 벨기에     | 체코       | 21119  |
| 10   | 노르웨이   | 벨기에     | 벨기에     | 체코       | 체코       | 폴란드     | 20576  |

1. 잡지는 제외
2. 금액은 2010년도 실적

자료 : Buch und Buchhandel in Zahlen 2012